# Juan Madera (compositor)
Juan Bautista Madera Castro (Sincé, 7 de mayo de 1922-Sincelejo, 28 de julio de 2024) fue un compositor y clarinetista colombiano, creador de la afamada canción de cumbia La pollera colorá.

## Biografía
Hijo de Eusebio Castro Montes y de Carmen Madera Martínez, Juan Madera Castro nació el 7 de mayo de 1922 en Sincé, Colombia. Cursó sus estudios primarios en el colegio San José de Pedro Espinosa, y forjó sus bases como clarinetista en el Gimnasio Santo Tomás de Aquino de Sincé. Su destacada habilidad en la ejecución del clarinete lo llevó a formar parte de "8 de Septiembre", la banda del pueblo.
A los 22 años comenzó su labor como compositor. Tiempo más tarde, a los 28 años, se integró a la orquesta de Juan De La Cruz Piña, generándose con éste una estrecha amistad que lo llevó a ser el padrino de su hijo Juan Piña, quien se convertiría en un destacado músico. Su primera melodía se tituló Eligio Arroyo, que años más tarde grabarían los hermanos Juan y Carlos Piña con el título de El Abarcón.
En 1960, mientras integraba la orquesta de Pedro Salcedo, compuso de manera instrumental La Pollera Colorá, melodía que se convertiría en un notable éxito dentro y fuera de Colombia. La canción fue grabada en 1962 por la orquesta de Salcedo, con letra de Wilson Choperena. La composición trajo aparejado además un diferendo legal respecto a la autoría de la letra, determinándose que la misma pertenecía a Choperena y registrándose a su nombre. A pesar de ello, en el acervo popular la canción siempre ha estado vinculada a Madera.
Contrajo matrimonio con Amparo Isabel Manjarrez Navarro, fruto de esa relación nacieron sus once hijos.
El 28 de julio de 2024, tras sufrir una falla cardíaca, falleció a los 102 años en la clínica Salud Social de Sincelejo.

## Reconocimientos
En 2007, al cumplir sus 80 años, fue declarado hijo adoptivo de Barrancabermeja. En 2018, el Fondo Mixto de Cultura de Sucre lo declaró «Patrimonio Cultural de Sucre».
En 2021 le fue otorgada la «Medalla al Mérito Cultural» de parte del Ministerio de Cultura en reconocimiento a su destacada contribución. El mismo año, la Sociedad de Autores y Compositores de Colombia (SAYCO) le hizo entrega de la «Lira de Oro», galardón que la entidad otorga a sus maestros compositores.